# Ontwikkelingsmateriaal
Ontwikkelingsmateriaal is materiaal dat de ontwikkeling van kinderen stimuleert. Het materiaal wordt onder andere gebruikt op basisscholen. Het materiaal is goed te gebruiken op een OGO school (ontwikkelingsgericht onderwijs) 

## Geschiedenis
Het eerste ontwikkelingsmateriaal werd ontwikkeld door Friedrich Fröbel. Het werd ontwikkelingsmateriaal genoemd omdat het didactisch en pedagogisch verantwoord was.

## Belang
Ontwikkelingsmateriaal wordt gezien als een hulpmiddel om het ontwikkelingsproces van kinderen optimaal te beïnvloeden. 
Het materiaal heeft een bepaalde noodzaak. Het kind ontwikkelt zich als het actief en handelend bezig is. Met het materiaal kan het kind zelfstandig aan de slag gaan. Er wordt automatisch gewerkt aan de brede en specifieke ontwikkeling van het kind. Daarnaast worden er georganiseerde ervaringssituaties gecreëerd voor het kind.
Het ontwikkelingsmateriaal stuurt naar een bepaalde activiteit. 
- Productieve en constructieve activiteiten
- Vormgevende activiteiten
- Manipulatieve activiteiten
- Probleemoplossende activiteiten

Met materiaal wordt vaak gewerkt naar een belangstellingsonderwerp. Zij kunnen dan op verschillende manieren bezig zijn met een onderwerp, het kan echter ook een belemmering vormen omdat het onderwerp al voorgeschoteld wordt. 
Kinderen voelen zich vaak aangetrokken tot materialen. De materialen zorgen ervoor dat kinderen uitgedaagd worden tot actie en onderzoek. Het werken met de materialen zorgt voor ervaringen die belangrijk zijn voor ontwikkelingsprocessen en leerprocessen. Door de materialen gaan de kinderen: 
- Initiatieven nemen en plannen maken;
- Samenwerken waardoor er sociale contacten tot stand komen;
- Vorm geven aan indrukken over de wereld;
- Mogelijkheden en gebruik van gereedschappen en technieken leren kennen;
- Problemen oplossen en tot creatieve oplossingen komen;
- Alle functies aan het werk zetten (kijken, luisteren, bewegen, hanteren, denken);
- Zelfvertrouwen opbouwen.

Het ontwikkelingsmateriaal biedt de mogelijkheid om specifieke kennis en vaardigheden eigen te maken. Voorbeelden hiervan zijn:
- De betekenis van drijven en zinken;
- Passen en meten, verhoudingen exploreren;
- Wetten van de zwaartekracht ondervinden;
- Oefening van waarneming en geheugen.

Er zijn kinderen die een sterke voorkeur hebben voor een bepaald materiaal. Vaak maakt het kind dan bepaalde ontwikkelingen door, doordat het materiaal steeds op andere manieren gebruikt wordt. Het kind kan ook voor zekerheid kiezen. Het is soms nodig om nieuw materiaal aantrekkelijk te maken. Dit inspireert en daagt de kinderen uit.
Verschillende materialen kunnen dezelfde ervaringen veroorzaken. 

## Soorten materialen
Het ontwikkelingsmateriaal wordt ingedeeld naar aanleiding van vier materiaalkenmerken. 

### Vormgevende materialen
Het vermaken, knippen en bewerken van materiaal waar een voorstelling of voorwerp mee gemaakt wordt. De ervaringen maken het voor kinderen mogelijk om voorstellingen om te zetten in werkelijkheid, eigenschappen van materialen te leren kennen en in aanraking te komen met verschillende technieken en gereedschappen. 
Het werken met vormgevende materialen kan opgedeeld worden in onderdelen:
- Materialen om te tekenen en te schilderen.
- Werken met papier
- Materialen voor knutselen en timmeren

### Ongevormde materialen
Materialen die het kind zelf kan vasthouden, water, zand en klei. Het materiaal heeft nog geen vorm. Kinderen kunnen het kapotmaken zonder consequenties. 
De verschillende handelingen met het materiaal: het begint met ‘de materie’. Ze maken kennis met het materiaal en daarna gaan ze er iets mee maken. Vervolgens komen er ingewikkeldere constructies. In een later stadium leren de kinderen de eigenschappen van de materie kennen. 
Kinderen spelen aan een zand- of watertafel. Met de klei wordt op tafel gespeeld, niet op een kleiplankje, dat werkt belemmerend en het trekt de vocht uit de klei. 
Verschillende activiteiten die het spel uitdagend houden: 
- Zand: taarten bakken, zeven, berg maken, mozaïekfiguren.
- Water: havenspel, spelen met sop, drijven en zinken, waterloop.

De kinderen gaan zelf aan de slag. Soms wordt een nieuwe impuls gegeven.

### Constructie- en compositiematerialen
Materialen uit lossen onderdelen waarmee een constructie wordt gemaakt. Kinderen hebben van nature de belangstelling om met materialen te bouwen. Er worden meerdere brede en specifieke ervaringen aan gekoppeld, die vooral te maken hebben met inzicht, vormgeven en probleemoplossend denken. 
Er is priegel materiaal en grof materiaal. Hierdoor ontstaat er een belangstellingsverschil.
De materialen worden opgedeeld worden in drie onderdelen:
- Bouwmaterialen
- Constructiematerialen
- Mozaïekmateriaal

### Speelleermaterialen
Materialen met een duidelijk doel voor ogen. Het kind leert in de vorm van een spel.
Kinderen gaan er zelfstandig mee aan de slag. Ze raken dan vertrouwd met de vaste structuur. Kinderen zijn gericht op specifieke ervaringen en ze doen een beroep op het taakgedrag van de kinderen.
Het materiaal heeft een grote aantrekkingskracht op kinderen doordat het houvast biedt. Ze kunnen hun eigen kunnen meten, materialen kunnen herkenbaar zijn van thuis (puzzels), kinderen vinden het fijn om ‘echt’ werk te doen en herhaling is mogelijk. 
Speelleermaterialen zijn te herkennen aan het feit dat ze een spelvorm hebben, er zijn specifieke ontwikkelingsbedoelingen en er is altijd een eindresultaat. 
Het kind leert het materiaal eerst kennen samen met een volwassenen, het spel wordt voor gedaan. Vervolgens gaat het kind oefenen met het materiaal tot het bij de fase van beheersing is aangekomen, dan worden er moeilijkere versies aangeboden. 
Voorbeelden van speelleermaterialen:
- Lotto’s
- Puzzels
- Memory
- Domino
- Werkbladen

## Werkwijze
Er zijn verschillende mogelijkheden om met het materiaal aan het werk te gaan. 
Enkele voorbeelden:
- Er wordt een speelwerktijd ingevoerd. Dit is een vaste periode waarin met materialen wordt gewerkt of gespeeld.
- Er wordt onderscheid gemaakt tussen verplichte en keuze activiteiten, hierin zijn verschillende gradaties.
- Er worden lesjes over materiaalgegeven, er wordt een nieuwe techniek worden aangeleerd, er wordt een nieuw materiaal geïntroduceerd of een materiaal wordt opnieuw in de belangstelling gebracht.

## Keuze
Uit de grote hoeveelheid ontwikkelingsmateriaal moet een keuze worden gemaakt. Bij het maken van die keuze moet er met verschillende aspecten rekening gehouden worden;
- Zorgt het materiaal voor een bijdrage aan ontwikkelingsprocessen?
- Hebben de kinderen zelf een bepaalde waardering voor het materiaal?
- Wat zijn de kenmerken en kwaliteiten van het materiaal?
- Komt de prijs overeen met de waarde van het materiaal
- Waarvan is het materiaal gemaakt, is het aantrekkelijk en goed afgewerkt.
- Is het materiaal duurzaam.
- Is het materiaal multifunctioneel
- Hoe ziet de catalogus eruit, welke informatie wordt gegeven.
- Hoe is de service geregeld. Is er zichtzending mogelijk, zijn er materialen bij te bestellen.
- Wat zijn de verkoopargumenten van de firma.

Het is belangrijk om bij materiaal altijd de ‘waaromvraag’ te stellen. 
Er zijn ook mogelijkheden om met kosteloos materiaal hetzelfde effect te creëren. 